# Lycoperdininae
Sous-famille
Synonymes
- famille Corynomalidae Gorham, 1873[1]
- famille Eumorphidae Gistel, 1856[1]
- sous-famille Eumorphinae Gistel, 1856[1]
- tribu Amphicini Csiki, 1910[1]
- tribu Amphisternini Strohecker, 1964[1]
- tribu Beccariini Arrow, 1925[1]
- tribu Dapsini Gerstaecker, 1858[1]
- tribu Eumorphini Gerstaecker, 1857[1]
- tribu Lycoperdini[1]

Les Lycoperdininae sont une sous-famille de coléoptères de la famille des Endomychidae (super-famille des Cucujoidea). Ce sont des coléoptères associés aux champignons.

## Systématique
Pour Wikimedia Commons, l'auteur de la sous-famille des Lycoperdininae est à attribuer au mathématicien et naturaliste irlandais Edward Ffrench Bromhead (1789-1855) en 1838. Pour Wikispecies ce serait le physicien et entomologiste autrichien Ludwig Redtenbacher (1814-1876) en 1844.

## Liste des genres
Selon BioLib (21 octobre 2021) :
- genre Achuarmychus Tomaszewska & Leschen, 2004
- genre Acinaces Gerstäcker, 1858
- genre Amphisternus Germar, 1843
- genre Amphistethus Strohecker, 1964
- genre Ancylopus Costa, 1854
- genre Aphorista Gorham, 1873
- genre Archipines Strohecker, 1953
- genre Avencymon Strohecker, 1971
- genre Beccariola Arrow, 1943
- genre Brachytrycherus Arrow, 1920
- genre Cacodaemon Thomson, 1857
- genre Callimodapsa Strohecker, 1974
- genre Chetryrus Villiers, 1953
- genre Corynomalus Chevrolat in' Dejean, 1836
- genre Cymbachus Gerstaecker, 1857
- genre Cymones Gorham, 1886
- genre Dapsa Latreille in Cuvier, 1829
- genre Daulis Erichson, 1842
- genre Daulotypus Lea, 1922
- genre Dryadites Frivaldszky, 1883
- genre Encymon Gerstaecker, 1857
- genre Eumorphus Weber, 1801
- genre Gerstaeckerus Tomaszewska, 2005
- genre Haploscelis Blanchard, 1845
- genre Hylaia Chevrolat, 1836
- genre Indalmus Gerstaecker, 1858
- genre Lycoperdina Latreille, 1807
- genre Malindus Villiers, 1953
- genre Microtrycherus Pic, 1937
- genre Mycetina Mulsant, 1846
- genre Ohtaius Chûjô, 1938
- genre Parindalmus Achard, 1922
- genre Platindalmus Strohecker, 1979
- genre Polymus Mulsant, 1846
- genre Pseudindalmus Arrow, 1920
- genre Sinocymbachus Strohecker & Chûjô, 1970
- genre Spathomeles Gerstaecker, 1857
- genre Stictomela Gorham, 1886
- genre Stroheckeria Tomaszewska, 2006
- genre Trycherus Gerstaecker, 1857

## Publications originales
- (en) Edward Ff. Bromhead, « Remarks on Zoological Classification », The Magazine of natural history / conducted by Edward Charlesworth, Inconnu, vol. 2, no 20,‎ 1838, p. 412–419 (OCLC 1585888, lire en ligne).
- (la) Redtenbacher, L., 1844. Tentamen Dispositionis Generum et Specierum Coleopterorum Pseudotrimerorum Archiducatus Austriae. Vindobanae, 32 pp.